# Sopronyi Anett
Sopronyi Anett (Debrecen, 1986. november 27. –) magyar kézilabdázó, jobbszélső, illetve jobbátlövő posztokon játszott.

## Pályafutása
1997-ben kezdett el kézilabdázni Debrecenben, amikor elvégezte általános iskolája 4. osztályát. Ezután tanárnője ajánlására iskolát váltott, hogy többet tudjon foglalkozni a kézilabdával. Új iskolájával sokszor vettek részt Diákolimpiákon, szép sikereket elérve, hiszen sokszor került be a Diákolimpia All Star csapatába. Miután elvégezte az általános iskolát, az Iriny János Középiskolába jelentkezett, ahova fel is vették, és az iskola színeiben indult különféle korosztályos versenyeken és kupákon. 2001-től kettős igazolással az NB I ifiben, illetve NB II-ben játszott. 2002-ben leigazolta első profi klubja, a DVSC. Mivel még akkor a felnőtt csapatban nem szerepelt, 2003-tól egészen 2005-ig a Hajdúnánás kézilabdacsapatát erősítette, de csak kölcsönben szerepelt ott. A 2005/06-os szezonban már a DVSC-ben többet játszott a bajnokságban, és a nemzetközi kupákban is. 2007-ben eligazolt Dunaújvárosba, ahol egy évet töltött el. 2008-ban a Tajtavill-Nyíradony játékosa lett. 2008/09-es szezonban az edzőjétől megfelelő játéklehetőséget meghálálta, mivel abban az idényben gólkirálynő lett (219 góllal). 2009 júliusában új klubcsapathoz igazolt, a ASA Consolis Hódmezővásárhelyi NKChez, ahol egy évig játszott. A 2010-es szezontól újra a debreceni csapat tagja. 2011 decemberében a spanyol Itxako Navarrához szerződött, amely csapatnak mindössze fél évig volt a játékosa. Miután a spanyol csapat jelentős anyagi problémákkal szembesült 2012-ben, Sopronyi úgy döntött, hogy a feltörekvő, háromszoros szerb bajnok és kupagyőztes RK Zaječarhoz igazol.
Porckorongsérve miatt 2015-ben visszavonult.

### Válogatott
2003-ban a magyar ifjúsági válogatottban szerepelt, az akkor togliatti Európa-bajnokságon, ahol bronzérmet szerzett a magyar válogatott. 2005-ben a magyar junior válogatott tagjaként részt vehetett a csehországi brnói világbajnokságon, ahol szintén szép eredménnyel tértek haza, ugyanis 4.-ek lettek. Ez időben a magyar B válogatott tagja lett. 2006-ban a főiskolás világbajnokságon vett részt, amit abban az évben Gdańskban rendeztek, és itt a magyar válogatott ezüstérmet szerzett. Ugyanebben az évben, Németh András a felnőtt magyar női válogatott akkori szövetségi kapitánya meghívta őt a válogatottba. 2007 márciusában szerepelt először a felnőtt válogatottban, Norvégiában, és első meccsén megszerezte a válogatottban első gólját. 2008-ban részt vett még egyszer a Főiskolás Világbajnokságon, ahol ismét 2.-ak lettek. 2008 decemberében részt vett a felnőtt válogatottal a 2008-as női kézilabda-Európa-bajnokságon.

### Edzői
Sopronyi Anett sok klubban megfordult már, ezért sok edzője is volt a fiatal kézilabdázónak. Első edzője Varga József volt.
- Emődi Tünde, Komáromi Ákosné, Szilágyi Attila, Boros Ferenc, Rádinné Tóth Rózsa, Balogh Zoltán, Komáromi Ákos, Laurencz László, Bíró Imre, Varga József, Köstner Vilmos - Debrecen
- Árva Csaba, Varga József, Molnár András - Hajdúnánás
- Papp György, Danyi Gábor, Mátéfi Eszter, Szarka Éva, Németh András, Imre Vilmos, Bohus Beáta - válogatott
- Imre Vilmos - Dunaferr
- Farkas József - Hódmezővásárhely
- Ambros Martin, Manu Etayo (ITXAKO, Spanyolország )
- Saša Bošković RK Zaječar

## Eredményei

### Aranyérmei
- Szerb Bajnok (2012/2013)
- Szerb Kupagyőztes (2012/2013)
- Spanyol Bajnok (2011/2012)
- Spanyol Kupagyőztes (2011/2012)
- Főiskolás világbajnoki aranyérmes (2010.)

### Ezüstérmei
- főiskolás világbajnoki ezüstérmes (2006, 2008)
- Dunaferr csapatával bajnoki ezüstérmes (2007/2008)
- DVSC csapatával bajnoki ezüstérmes (2010/2011)

### Bronzérmei
- ifjúsági Európa-bajnoki bronzérmes (2003)

### Egyéb helyezései, díjai
- junior világbajnoki 4. helyezett (2005)
- gólkirálynő, 219 lőtt góllal (2009)